# Валамбре
Валамбре (фр. Valambray) — муніципалітет у Франції, у регіоні Нижня Нормандія, департамент Кальвадос. Валамбре утворено 1-1-2017 шляхом злиття муніципалітетів Еран, Бії, Контвіль, Ф'єрвіль-Бре i Пуссі-ла-Кампань. Адміністративним центром муніципалітету є Еран. Населення — 1682 особи (01.01.2021).